# 자기 테이프

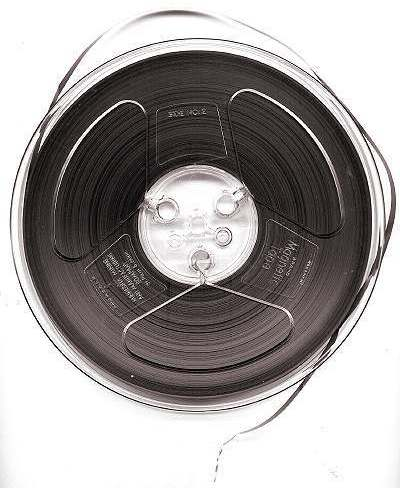
1950년대에서 70년대까지 일반 소비자용으로 사용되던 폭 6.35mm 오디오 녹음 테이프가 감긴 7인치 릴.

자기 테이프(magnetic tape)는 길고 좁은 플라스틱 필름 스트립에 얇고 자화 가능한 코팅으로 만들어진 자기 저장 매체이다. 이것은 1928년 독일에서 개발되었는데, 덴마크의 초기 와이어 기록에 기반을 두고 있다. 자기 테이프를 사용하는 장치는 오디오, 시각, 이진 컴퓨터 데이터를 비교적 쉽게 녹음하고 재생할 수 있다.
자기 테이프는 녹음과 재생과 방송에 혁명을 가져왔다. 항상 생방송으로 진행되던 라디오가 나중에 또는 반복해서 방송될 수 있도록 녹음할 수 있게 되었다. 1950년대 초부터 자기 테이프는 컴퓨터에 많은 양의 데이터를 저장하는 데 사용되었으며 백업 목적으로 여전히 사용되고 있다.
자기 테이프는 10~20년 후에 열화되기 시작하므로 장기 보관용으로는 이상적인 매체가 아니다. 예외는 LTO와 같이 장기 보관을 위해 특별히 설계된 데이터 테이프 형식이다.
자기 테이프의 정보는 종종 트랙에 기록된다. 트랙은 테이프에 자기적으로 기록된 좁고 긴 정보 영역으로, 서로 분리되어 있고 인접한 트랙과 종종 떨어져 있다. 트랙은 종종 테이프의 길이에 평행하며, 이 경우 종방향 트랙으로 알려져 있거나, 헬리컬 스캔에서는 테이프 길이에 대해 대각선으로 기록된다. 쿼드러플렉스 비디오테이프에서 사용되는 횡방향 스캔과 아크형 스캐닝도 있다. 아지무스 기록은 인접한 트랙 사이에 존재하는 간격을 줄이거나 없애기 위해 사용된다.

## 내구성
단기 사용에는 좋지만, 자기 테이프는 붕괴에 매우 취약하다. 환경에 따라 이 과정은 10~20년 후에 시작될 수 있다.
시간이 지남에 따라 1970년대와 1980년대에 만들어진 자기 테이프는 스티키-셰드 증후군이라는 유형의 열화를 겪을 수 있다. 이는 테이프의 바인더에 대한 가수분해로 인해 발생하며 테이프를 사용할 수 없게 만들 수 있지만, 낮은 온도에서 테이프를 "굽는" 방식으로 바인더 층의 수분을 제거하여 처리할 수 있다.

## 후계
자기 테이프가 도입된 이후 동일한 기능을 수행할 수 있는 다른 기술들이 개발되어 이를 대체하고 있다. 예를 들어, 컴퓨터의 하드 디스크 드라이브는 아타리 프로그램 레코더 및 코모도어 데이터세트와 같은 카세트 테이프 리더를 대체하고, CD 및 미니디스크는 오디오용 카세트 테이프를 대체하며, DVD는 VHS 테이프를 대체한다. 그럼에도 불구하고 기술 혁신은 계속되고 있다. 2014년 기준 소니그룹과 IBM은 테이프 용량을 계속 발전시키고 있다.

## 용도

### 오디오

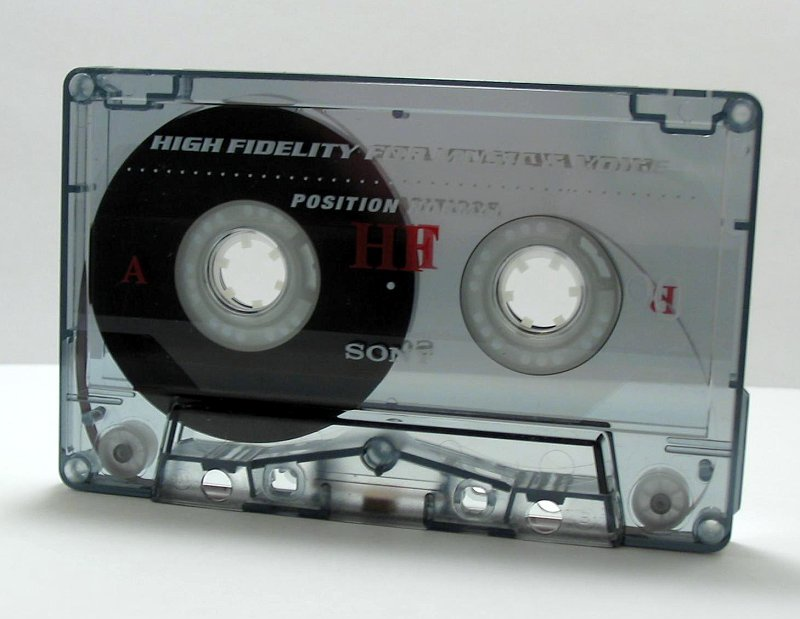
콤팩트 카세트

자기 테이프는 1928년 독일에서 프리츠 플로이머가 소리 녹음을 위해 발명했다.
정치적 긴장의 고조와 제2차 세계 대전 발발로 인해 독일에서의 이러한 발전은 대부분 비밀로 유지되었다. 연합군은 나치 라디오 방송을 감청하여 독일인들이 새로운 형태의 녹음 기술을 가지고 있음을 알고 있었지만, 그 성격은 전쟁 말기 연합군이 유럽을 침공하면서 독일 녹음 장비를 입수하기 전까지는 발견되지 않았다. 전쟁 후에야 미국인, 특히 잭 멀린, 존 허버트 오어, 리처드 H. 레인저가 이 기술을 독일 밖으로 가져와 상업적으로 실행 가능한 형식으로 개발할 수 있었다. 이 기술의 초기 사용자였던 빙 크로스비는 테이프 하드웨어 제조업체인 암펙스에 큰 투자를 했다.
이후 다양한 오디오 테이프 레코더와 형식이 개발되었다. 일부 자기 테이프 기반 형식은 다음과 같다:
- 릴투릴
- 피델리팩
- 스테레오-팩 (문츠 스테레오-팩, 일반적으로 4트랙 카트리지로 알려짐)
- 천공(스프로킷) 필름 오디오 자기 테이프 (세프마그, 퍼포테이프, 사운드 팔로워 테이프, 자기 필름)
- 8트랙 테이프
- 콤팩트 카세트
- 엘카세트
- RCA 테이프 카트리지
- 미니카세트
- 마이크로카세트
- 피코카세트
- NT (카세트)
- 프로디지
- 디지털 오디오 스테이셔너리 헤드
- 디지털 오디오 테이프
- 디지털 콤팩트 카세트

### 컴퓨터 데이터

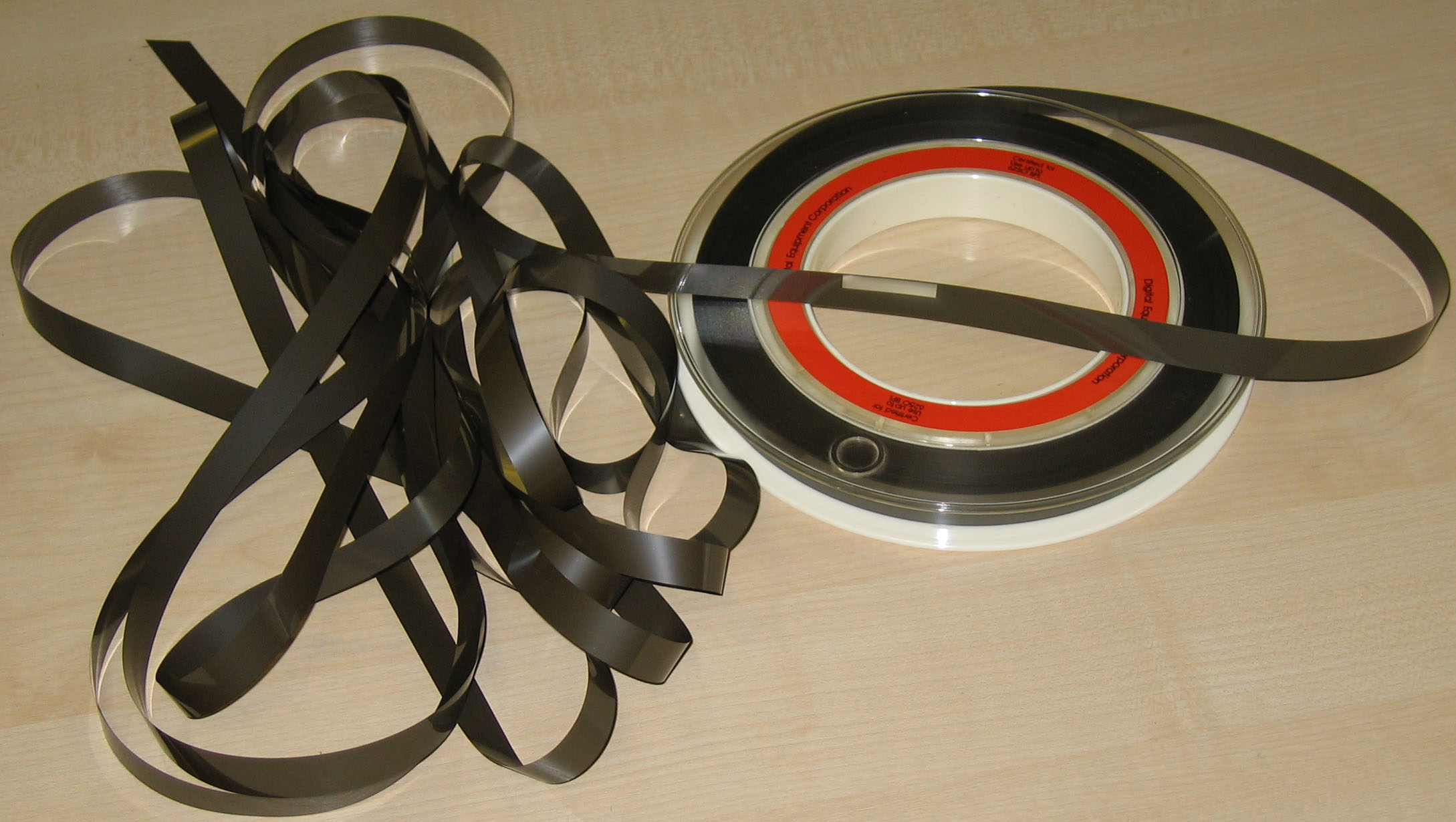
작은 개방형 릴 9트랙 테이프

### 비디오

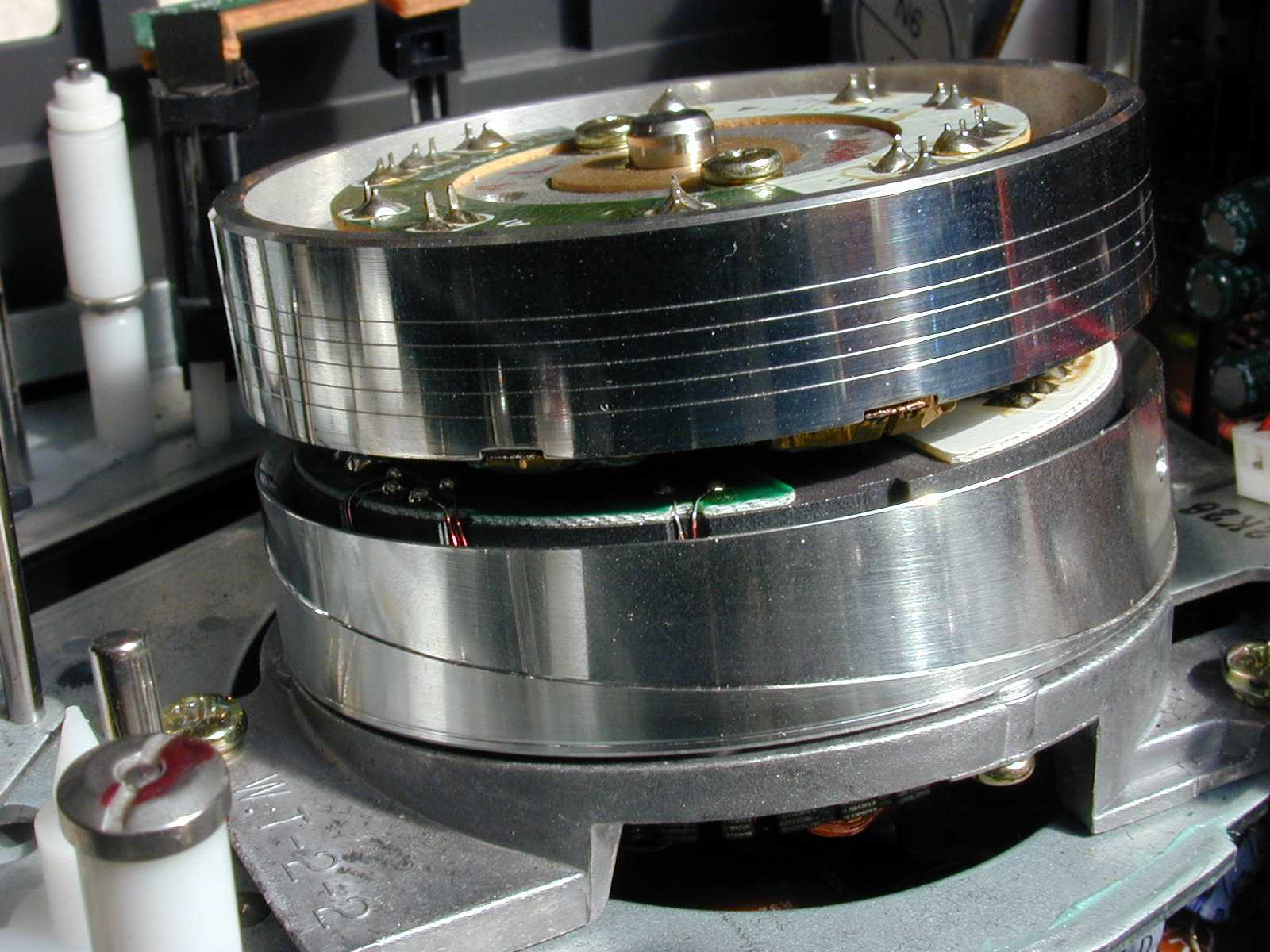
VHS 헬리컬 스캔 헤드 드럼. 헬리컬 및 횡방향 스캔을 통해 오디오뿐만 아니라 비디오를 테이프에 녹음하는 데 필요한 데이터 대역폭을 늘릴 수 있었다.

비디오테이프는 비디오를 저장하는 데 사용되는 자기 테이프로, 일반적으로 음성도 함께 저장한다. 저장되는 정보는 아날로그 신호 또는 디지털 신호 형태일 수 있다. 비디오테이프는 비디오 테이프 레코더 (VTR)와 더 일반적으로는 비디오카세트 레코더 (VCR) 및 캠코더에 사용된다. 비디오테이프는 심전도와 같은 과학적 또는 의료 데이터를 저장하는 데도 사용되어 왔다.
일부 자기 테이프 기반 형식은 다음과 같다:
- 쿼드러플렉스 비디오테이프
- 암펙스 2인치 헬리컬 VTR
- 타입 A 비디오테이프
- IVC 비디오테이프 포맷
- 타입 B 비디오테이프
- 타입 C 비디오테이프
- EIAJ-1
- U-matic
- 비디오 카세트 레코딩
- 카트리비전
- VHS
  - VHS-C
  - S-VHS
    - 디지털 S
    - W-VHS
    - D-VHS
- 비디오 2000
- V-코드
- VX (비디오카세트 포맷)
- 베타맥스
- 콤팩트 비디오 카세트
- 베타캠
  - 베타캠 SP
  - 디지털 베타캠
  - 베타캠 SX
    - MPEG IMX

  - HDCAM
    - HDCAM SR
- M (비디오카세트 포맷)
- MII (비디오카세트 포맷)
  - UniHi
- D-1 (소니)
- DCT (비디오카세트 포맷)
- D-2 (비디오)
- D-3 (비디오)
- D5 HD
- D6 HDTV VTR
- 8밀리 비디오
- 하이8
- 디지털8
- DV
  - 미니DV
  - DVCAM
    - DVCPRO
    - DVCPRO50
    - DVCPRO 프로그레시브
    - DVCPRO HD

  - HDV
- 마이크로MV